# Лаосский язык
Лао́сский язык — язык лао-лум («низинных лао»), официальный язык Лаоса. Принадлежит к числу тай-кадайских языков. Число говорящих в Лаосе — 3,5 млн. Очень близок к тайскому и шанскому языкам.
Лаосцы, населяющие северо-восточные провинции Таиланда на правом берегу реки Меконг (около 20 млн человек), говорят на исанском языке, иногда относимом к диалектам лаосского. Исанский язык подвергся сильному влиянию литературного тайского языка и в значительной мере обособился от лаосского; по мнению некоторых исследователей[каких?], исанский следует считать скорее диалектом тайского, а не лаосского.
Лаосский язык — изолирующий. Для грамматического строя характерен аналитизм.

## Родственные языки
К родственным лаосскому языку относятся тайский, лы, шанский (шань), ныа, юан, кын, а также языки красных, белых и чёрных тай.

## Диалекты
Диалекты лаосского языка традиционно делятся на три группы:
1. северные (распространённые к северу и северо-востоку от города Вьентьян);
2. центральные (распространённые в провинциях Вьентьян, Кхаммуан и Боликхамсай);
3. южные (распространённые от Саваннакхета до южной границы страны).

Вьентьянский диалект является наиболее важным, поскольку это диалект столицы. Диалекты различаются между собой в основном фонетически, имеются также лексические и незначительные грамматические различия. Наибольшие расхождения имеются между диалектами северных и южных провинций Лаоса.

## Лингвистическая характеристика

### Фонетика

#### Тоновая система
Лаосский является тоновым языком. Во вьентьянском диалекте имеется 6 тонов. В других диалектах количество тонов варьируется от 5 до 7.
| Контур тона        | Диакритический знак (на примере e) | Обозначение МФА | Пример        |
| ------------------ | ---------------------------------- | --------------- | ------------- |
| Восходящий         | ě                                  | ˨˦ или ˨˩˦      | /kʰǎː/ ຂາ     |
| Высокий            | é                                  | ˦               | /kʰáː/ ຄາ     |
| Высокий нисходящий | ê                                  | ˥˧              | /kʰâː/ ຄ້າ     |
| Средний регистр    | ē                                  | ˧               | /kʰāː/ ຂ່າ, ຄ່າ |
| Низкий регистр     | è                                  | ˩               | /kàː/ ກາ      |
| Низкий нисходящий  | e᷆                                  | ˧˩              | /kʰa᷆ː/ ຂ້າ     |

## Письменность
В Лаосе используется два вида письменности — письмо для записи религиозных текстов (тхам) и гражданское письмо (лао). Лаосцы Таиланда используют тайскую письменность.

### Обозначения чисел
| Лаосские цифры | Арабские цифры |
| -------------- | -------------- |
| ໑              | 1              |
| ໒              | 2              |
| ໓              | 3              |
| ໔              | 4              |
| ໕              | 5              |
| ໖              | 6              |
| ໗              | 7              |
| ໘              | 8              |
| ໙              | 9              |
| ໐              | 0              |

## Лаосская Википедия
Существует раздел Википедии на лаосском языке («Лаосская Википедия»), первая правка в нём была сделана в 2003 году. По состоянию на 6:38 (UTC) 20 марта 2025 года раздел содержит 4456 статей (общее число страниц — 14 210); в нём зарегистрировано 20 544 участника, двое из них имеют статус администратора; 41 участник совершил какие-либо действия за последние 30 дней; общее число правок за время существования раздела составляет 114 898.